# ひとりにしないよ
『ひとりにしないよ』は、関ジャニ∞の楽曲。2021年6月23日にINFINITY RECORDSから46枚目のシングルとして発売された。

## 概要
- 前作『キミトミタイセカイ』から約4か月振りのリリース。
- CDは初回限定盤A・B、通常盤の3形態で発売。
- 表題曲「ひとりにしないよ」は、さまざまな世代の人々へのポジティブなメッセージが込められた軽快で心温まる楽曲となっている[10]。
  - 同曲は、メンバーの横山裕が主演するテレビ朝日系オシドラサタデー『コタローは1人暮らし』の主題歌である[9]。
  - 同曲は、丸谷マナブからの楽曲提供である[9]。
  - 同ドラマで主演を務める横山は、「『ひとりにはしないよひとりじゃなく一緒に強くなろう』など、完全にドラマに寄り添った歌詞になっていますので、そのあたりにもぜひ注目していただければと思います」「関ジャニ∞としても挑戦できた曲だと思います。この曲を聴いた方にも、きっとそう思っていただけるんじゃないかなと思っています」とコメントした[9]。
  - 2021年5月21日、同曲のミュージック・ビデオが公開された[14]。
    - 同MVは動く絵本のような世界観でつくられており、ユニークながらも優しさあふれる振付となっている[14]。
    - 同MVの振付はs**t kingzのNOPPO[14]、監督はクリエイティブ・スタジオ『FIXION』のKASICOが担当している[15]。
    - 同年5月29日、同MVのダンスのみの映像である「DANCE ver.」のミュージック・ビデオが公開された[16]。
    - 同年6月12日、同MVの歌唱シーンのみのリップシンクバージョンである「SING ver.」のミュージック・ビデオが公開された[17]。

  - 同年5月21日、動画投稿アプリ『TikTok』にて、同ドラマと同曲によるコラボダンスチャレンジ「#みまもりダンス」が開始された[18]。
    - 同企画では、横山を始めとしたドラマのキャストがTikTok内で同ダンスを披露した[18]。
- カップリング「サタデーソング」は、バンドをイメージして作られたポジティブ・ロックソングとなっている[12]。
  - 同曲は、MBS・TBS系『サタデープラス』のテーマソングである[19][20]。
  - 初回限定盤A・通常盤のみ収録。

- カップリング「クリームシチュー」は、関ジャニ∞全員で作詞・作曲を担当した楽曲である。
  - 同曲は、自身の冠番組であるフジテレビ系『関ジャニ∞クロニクルF』内で大倉の「僕らシチュー背負っていこう。グループで曲書いて、CM出よう」と言う発言から制作が始まった[21]。
  - 通常盤のみ収録。
  - 後述の初回限定盤Bの特典映像には、同曲の楽曲制作の様子が収録されている[22]。
  - 2021年5月21日、横山と大倉が「クリームシチュー姉妹」に扮し、同曲MVを使用したCM SPOT『「クリームシチュー」CM 〜姉妹、覗き見篇〜』が公開された[23]。以降、本項「#「クリームシチュー」CM」を参照。
- 前作に続き、自身が過去にリリースした楽曲を新たに5人の歌声でアップデートするプロジェクト『Re:8EST Project』の楽曲を収録。
  - 本作から、過去にリリースしたシングル以外の楽曲を対象とした『Re:9EST edition』を開始[22]。
    - 第1弾として、3rdアルバム『PUZZLE』に収録された「ブリュレ」を収録[12]。
    - 初回限定盤Bのみ収録。
    - ファンからの人気が非常に高く、2021年2月5日に放送されたテレビ朝日系『ミュージックステーション』で披露されたことも受け、再録が決定した[12]。

  - 同プロジェクトの内、シングル曲を対象にした『Re:8EST edition』では、第4弾として、35thシングル「罪と夏」を収録[22]。
    - 通常盤のみ収録。
- 初回限定盤には特典DVDを付属。
  - 初回限定盤Aには、表題曲「ひとりにしないよ」のミュージック・ビデオとメイキング映像、更に、同MVのメンバー5人それぞれのソロアングルを収録[12]。
  - 初回限定盤Bには、カップリング「ブリュレ -Re:9EST edition-」の1ハーフのみのミュージック・ビデオとメイキング映像、同MVのメンバー5人それぞれのソロアングルを収録。更に、カップリング「クリームシチュー」のミュージック・ビデオと企画映像「クリームシチューが出来るまで」を収録[12]。
    - 企画映像「クリームシチューが出来るまで」は、前述のカップリング「クリームシチュー」の作詞作業からレコーディング・MV撮影までの楽曲制作の様子が収められており、後述の『「クリームシチュー」CM』も全て収録されている[12]。
- 通常盤の先着購入特典として、予約者優先で「関ジャニ∞『ひとりにしないよ』バルーンセット(5BOY入り)」を付属[24]。
  - 楽曲やドラマの温かな世界観から風船をモチーフとし、メンバーカラーの下地にBOYの顔がプリントされたゴム風船がメンバー毎に1個、計5個セットで同梱されている[24]。
- 2024年1月1日、デビュー20周年を記念し、過去にリリースされた全楽曲が各種音楽ダウンロードサービス、サブスクリプションサービスで配信されることに伴い、本作の配信も開始された[25][26][27]。

### 各形態概要
| 曲名                       | 形態  | 形態  | 形態 |
| 曲名                       | 初回A | 初回B | 通常 |
| -------------------------- | ----- | ----- | ---- |
| サタデーソング             | ○     | ×     | ○    |
| クリームシチュー           | ×     | ×     | ○    |
| 罪と夏 -Re:8EST edition-   | ×     | ×     | ○    |
| ブリュレ -Re:9EST edition- | ×     | ○     | ×    |

| 特典内容                                                | 形態        |
| ------------------------------------------------------- | ----------- |
| 特典DVD（詳細は「#初回限定盤A（特典映像）」を参照）     | 初回限定盤A |
| 3面6ページ歌詞カードA                                   | 初回限定盤A |
| 「ひとりにしないよ」フォトブック（32P）                 | 初回限定盤A |
| 特典DVD（詳細は「#初回限定盤B（特典映像）」を参照）     | 初回限定盤B |
| 3面6ページ歌詞カードB                                   | 初回限定盤B |
| 面6ページ歌詞カードC                                    | 通常盤      |
| 関ジャニ∞『ひとりにしないよ』バルーンセット（5BOY入り） | 通常盤      |

| 特典内容                         | 形態   |
| -------------------------------- | ------ |
| 「サタデーソング」縦型Music Clip | 全形態 |

## 販売形態
- 発売日：2021年6月23日
  - 初回限定盤A（JACA-5900~5901：CD+DVD+フォトブック）
    - 3面6ページ歌詞カードA付属
    - 「ひとりにしないよ」フォトブック（32P）付属

  - 初回限定盤B（JACA-5902~5903：CD+DVD）
    - 3面6ページ歌詞カードB付属

  - 通常盤（JACA-5904：CD）
    - 3面6ページ歌詞カードC付属
    - 「関ジャニ∞『ひとりにしないよ』バルーンセット(5BOY入り)」付属（先着購入特典）
      - サイズ：約23cm (膨らませたときの最大直径)
      - 素材：天然ラテックス
- 発売日：2024年1月1日
  - 配信作品
    - デビュー20周年を記念した音楽ダウンロードサービスおよびサブスクリプションサービスでの配信[25][26][27]。

## チャート成績

### シングルチャート順位
- オリコンチャート
  - 初日146,404枚を売り上げ、2021年6月22日付の「オリコンデイリー CDシングルランキング」でデイリー1位を獲得した[1]。
  - 初週200,583枚を売り上げ、2021年7月5日付の「オリコン週間 CDシングルランキング」で週間1位を獲得した[2]。
    - 33作連続、通算41作目のシングル1位となった[2]。

  - 初週201,024ptを記録し、2021年7月5日付の「オリコン週間 合算シングルランキング」で週間1位を獲得した[3]。
  - 累計200,583枚を売り上げ、2021年6月度「オリコン月間 CDシングルランキング」で月間2位を獲得した[4]。
  - 2021年度「オリコン年間 CDシングルランキング」で年間37位を獲得した[5]。
- Billboard JAPAN
  - 初週202,025枚を売り上げ、2021年6月30日公開の「Billboard JAPAN Top Singles Sales」で週間1位を獲得した[6]。
  - 2021年度「Billboard Japan Top Singles Sales Year End」で年間38位を獲得した[8]。

### 各曲チャート順位
- Billboard JAPAN
  - 初週11,269ptを記録し、2021年6月30日公開の「Billboard Japan Hot 100」で表題曲「ひとりにしないよ」が週間4位を獲得した[7]。

### ミュージック・ビデオ
- 2021年5月21日に表題曲「ひとりにしないよ」のミュージック・ビデオが公開され[14]、同月29日に同MVの総再生回数が100万回を突破[28]。以降、6月25日に200万回、11月8日に300万回を突破した。
- 2021年6月12日に上述のMVのリップシンクバージョンである「SING ver.」のMVが公開され[17]、2022年5月24日に同MVの総再生回数が100万回を突破した。

## 収録曲

### CD

#### 通常盤・初回限定盤A
※「クリームシチュー」以降、通常盤のみ収録。
1. ひとりにしないよ - [4:02]
作詞・作曲・編曲：丸谷マナブ
  - テレビ朝日系オシドラサタデー『コタローは1人暮らし』主題歌[9]
  - 丸谷マナブからの楽曲提供。
  - 振付はs**t kingzのNOPPOが担当[14]。
2. サタデーソング - [3:43]
作詞・作曲・編曲：ヒゲドライバー
  - MBS・TBS系『サタデープラス』テーマソング[20]
  - 楽曲タイトルは同番組のMCを務めるメンバーの丸山隆平が考案[12]。
3. クリームシチュー - [2:28]
作詞・作曲：関ジャニ∞
編曲：小林章太郎
  - 関ジャニ∞自身が制作した楽曲。
  - 同曲を制作している様子が、同曲のMVと共に本作初回限定盤Bの特典DVDに収録されている。
4. 罪と夏 -Re:8EST edition- - [4:29]
作詞：高木誠司
作曲：Dr.Dalmatian
編曲：久米康嵩、Dr.Dalmatian
  - 35thシングルの再録バージョン
5. ひとりにしないよ (オリジナル・カラオケ)
6. サタデーソング (オリジナル・カラオケ)
7. クリームシチュー (オリジナル・カラオケ)

#### 初回限定盤B（CD）
1. ひとりにしないよ
2. ブリュレ -Re:9EST edition- - [4:46]
作詞・作曲：田中秀典
編曲：吉岡たく
  - 3rdアルバム『PUZZLE』収録曲の再録バージョン

### 配信
配信限定作品。2024年1月1日に配信された。
1. ひとりにしないよ
2. サタデーソング
3. クリームシチュー
4. 罪と夏 -Re:8EST edition-
5. ブリュレ -Re:8EST edition-[注 3]

### 特典映像

#### 関ジャニ∞アプリ限定配信
| #         | タイトル                                        | 作詞 | 作曲・編曲 | 時間 |
| --------- | ----------------------------------------------- | ---- | ---------- | ---- |
| 1.        | 「サタデーソング」(縦型Music Clip (1half size)) |      |            | 2:41 |
| 合計時間: | 合計時間:                                       | 2:41 |            |      |

#### 初回限定盤A（特典映像）
| #         | タイトル                                                   | 作詞  | 作曲・編曲 | 時間  |
| --------- | ---------------------------------------------------------- | ----- | ---------- | ----- |
| 1.        | 「ひとりにしないよ」(Music Clip)                           |       |            | 4:06  |
| 2.        | 「ひとりにしないよ」(Music Clip Making)                    |       |            | 51:26 |
| 3.        | 「ひとりにしないよ」(Solo Angle 横山ver.)                  |       |            | 2:54  |
| 4.        | 「ひとりにしないよ」(Solo Angle 村上ver.)                  |       |            | 2:54  |
| 5.        | 「ひとりにしないよ」(Solo Angle 安田ver.)                  |       |            | 2:54  |
| 6.        | 「ひとりにしないよ」(Solo Angle 丸山ver.)                  |       |            | 2:54  |
| 7.        | 「ひとりにしないよ」(Solo Angle 大倉ver.)                  |       |            | 2:54  |
| 8.        | 「ひとりにしないよ」(Music Clip -Dance ver.- (1half size)) |       |            | 2:59  |
| 合計時間: | 合計時間:                                                  | 73:01 |            |       |

#### 初回限定盤B（特典映像）
| #         | タイトル                                                | 作詞  | 作曲・編曲 | 時間  |
| --------- | ------------------------------------------------------- | ----- | ---------- | ----- |
| 1.        | 「ブリュレ -Re:9EST edition-」(Music Clip (1half size)) |       |            | 3:41  |
| 2.        | 「ブリュレ -Re:9EST edition-」(Music Clip Making)       |       |            | 12:21 |
| 3.        | 「ブリュレ -Re:9EST edition-」(Solo Angle 横山ver.)     |       |            | 3:34  |
| 4.        | 「ブリュレ -Re:9EST edition-」(Solo Angle 村上ver.)     |       |            | 3:34  |
| 5.        | 「ブリュレ -Re:9EST edition-」(Solo Angle 安田ver.)     |       |            | 3:34  |
| 6.        | 「ブリュレ -Re:9EST edition-」(Solo Angle 丸山ver.)     |       |            | 3:34  |
| 7.        | 「ブリュレ -Re:9EST edition-」(Solo Angle 大倉ver.)     |       |            | 3:34  |
| 8.        | 「企画映像「クリームシチューが出来るまで」」            |       |            | 45:53 |
| 9.        | 「クリームシチュー」(Music Clip)                        |       |            | 2:29  |
| 10.       | 「クリームシチュー」(CM SPOT)                           |       |            | 1:57  |
| 合計時間: | 合計時間:                                               | 84:11 |            |       |

## 楽曲提供者

### アーティスト作
- 丸谷マナブ
  - 「ひとりにしないよ」(作詞・作曲・編曲)

### メンバー作
- 関ジャニ∞
  - 「クリームシチュー」(作詞・作曲)[注 4]

## 参加ミュージシャン
※アルバム『8BEAT』のクレジットより。
ひとりにしないよ
- Drums：波田野哲也
- E Guitar：山口隆志
- all other Instruments：丸谷マナブ

サタデーソング

## 収録作品
※再録である「罪と夏」「ブリュレ」は該当ページを参照。

### アルバム
ひとりにしないよ
- 10thアルバム『8BEAT』
- 配信限定アルバム『関ジャニ∞のいろは』

※1ハーフバージョンを収録。
- 配信限定アルバム『関ジャニ∞のいろは2023』

※1ハーフバージョンを収録。

サタデーソング

### 映像作品

#### ライブ映像
ひとりにしないよ
- 20thライブDVD/Blu-ray『KANJANI'S Re:LIVE 8BEAT』

サタデーソング

## テレビ歌唱
ひとりにしないよ
- ミュージックステーション（2021年6月18日、テレビ朝日）
- CDTVライブ!ライブ!（2021年6月28日、TBS）
- テレ東音楽祭2021（2021年6月30日、テレビ東京）
- 音楽の日2021（2021年7月17日、TBS）

## 「クリームシチュー」CM
通常盤収録の「クリームシチュー」を使用した本作のCM。全て初回限定盤Bの特典DVDに収録。
映像は本項「#外部リンク」を参照。
- 姉妹、覗き見篇（2021年5月21日公開）[33]
- 姉妹、ちゃぶ台返し篇（2021年5月21日公開）[34]
- 姉妹、乱入篇（2021年5月28日公開）[35]
- 姉妹、愛のシチュー篇（2021年6月7日公開）[36]